# Taciana Cesar
Taciana Rezende de Lima Baldé, connue sous le nom de Taciana Cesar depuis son mariage en 2017, est une judokate brésilienne naturalisée bissau-guinéenne en 2013, née le 17 décembre 1983 à Olinda.

## Palmarès
| Année | Compétition                | Lieu           | Résultat | Catégorie      |
| ----- | -------------------------- | -------------- | -------- | -------------- |
| 2001  | Championnats panaméricains | Córdoba        | 1re      | Moins de 44 kg |
| 2002  | Championnats panaméricains | Saint-Domingue | 3e       | Moins de 48 kg |
| 2003  | Championnats panaméricains | San Salvador   | 3e       | Moins de 48 kg |
| 2011  | Championnats panaméricains | Guadalajara    | 3e       | Moins de 48 kg |
| 2013  | Championnats d'Afrique     | Maputo         | 1re      | Moins de 48 kg |
| 2014  | Jeux de la Lusophonie      | Goa            | 1re      | Moins de 48 kg |
| 2014  | Championnats d'Afrique     | Port-Louis     | 1re      | Moins de 48 kg |
| 2015  | Championnats d'Afrique     | Libreville     | 1re      | Moins de 48 kg |
| 2015  | Jeux africains             | Brazzaville    | 3e       | Moins de 48 kg |
| 2016  | Championnats d'Afrique     | Tunis          | 1re      | Moins de 48 kg |
| 2017  | Championnats d'Afrique     | Antananarivo   | 1re      | Moins de 48 kg |
| 2019  | Championnats d'Afrique     | Le Cap         | 1re      | Moins de 52 kg |
| 2020  | Championnats d'Afrique     | Antananarivo   | 1re      | Moins de 52 kg |